# Seznam poezije v reviji Mladina
Mladina je kot družboslovna in literarna revija izhajala med leti 1924/25 – 1927/28 kot mesečnik v Ljubljani.

### 1924/25
...

### 1925/26
- Anton Ocvirk: V blaznenju. Mladina, letnik 2, številka 4/5. dLib
- Alfonz Gspan: Jez. Mladina, letnik 2, številka 4/5. dLib
- Vinko Košak: Pesem brez naslova. Mladina, letnik 2, številka 4/5. dLib
- Srečko Kosovel: Godba pomladi. Mladina, letnik 2, številka 6/7. dLib
- Vinko Košak: O, da bi bil drevo!. Mladina, letnik 2, številka 6/7. dLib
- Anton Ocvirk: Večeri. Mladina, letnik 2, številka 8/10. dLib
- Srečko Kosovel: Balada o narodu, Pesem o svobodnem duhu, V mesečini, Zaspal je oče, Po cesti greš ..., Ponos, moj brat ..., Vse, o vse, Nočna slika, Ti nisi, Joj, kako dolgo je še do večera?, Pokazal vam bom grm, Kruh, Luč na snegu. Mladina, letnik 2, številka 8/10. dLib

### 1926/27
- Anton Ocvirk: Večer o vernih dušah. Mladina, letnik 3, številka 1. dLib
- Radivoj Rehar: Čemu vprašuješ, bledi moj poet?. Mladina, letnik 3, številka 1. dLib
- Alfonz Gspan: Od veje smo odkrhnjen list. Mladina, letnik 3, številka 1. dLib
- Dizma: Epigrami. Mladina, letnik 3, številka 1. dLib
- Srečko Kosovel: Kraljevska pesem. Mladina, letnik 3, številka 2/3. dLib
- Radivoj Rehar: Mi vsi drevesa smo in rastemo. Mladina, letnik 3, številka 2/3. dLib
- Vinko Košak: Fabrike. Mladina, letnik 3, številka 2/3. dLib
- Tone Potokar: Nevesta. Mladina, letnik 3, številka 2/3. dLib
- Anton Ocvirk: Žalostna pesem. Mladina, letnik 3, številka 2/3. dLib
- Mirko Kunčič: Brezplodno dnevi beže .... Mladina, letnik 3, številka 2/3. dLib
- Alfonz Gspan: Grem. Mladina, letnik 3, številka 2/3. dLib
- Stanko Mencinger: Gravitacija. Mladina, letnik 3, številka 2/3. dLib
- Jožko Krošelj: Pesem sedanjosti. Mladina, letnik 3, številka 2/3. dLib
- Bratko Kreft: V zakotni ulici. Mladina, letnik 3, številka 2/3. dLib
- Janko Glaser: Meditacija. Mladina, letnik 3, številka 4/5. dLib
- Radivoj Rehar: V noči. Mladina, letnik 3, številka 4/5. dLib
- Srečko Kosovel: Romanca. Mladina, letnik 3, številka 4/5. dLib
- Alfonz Gspan: Katedrala. Mladina, letnik 3, številka 4/5. dLib
- Matija Lipužič: Rudnik. Mladina, letnik 3, številka 4/5. dLib
- Vinko Košak: Nekdaj. Mladina, letnik 3, številka 4/5. dLib
- Fran Kotnik: Naša vas. Mladina, letnik 3, številka 4/5. dLib
- Tone Potokar: Potočnice. Mladina, letnik 3, številka 4/5. dLib
- Stanko Mencinger: Klic. Mladina, letnik 3, številka 4/5. dLib
- Srečko Kosovel: Pomlajevanje, Momenti. Mladina, letnik 3, številka 4/5. dLib